# Ethnocratie
Une ethnocratie est un type de structure politique dans laquelle l'appareil d'État est contrôlé par un ou plusieurs groupes ethniques dominants pour promouvoir ses intérêts, son pouvoir et ses ressources. Les régimes ethnocratiques affichent généralement une façade démocratique « mince » couvrant une structure ethnique plus profonde, dans laquelle l'ethnicité (race, religion, langue, etc.) – et non la citoyenneté – est la clé pour garantir le pouvoir et les ressources.
Une société ethnocratique facilite l'ethnicisation de l'État par le groupe dominant, par l'expansion du contrôle probablement accompagnée de conflits avec les minorités ou les États voisins. Une théorie des régimes ethnocratiques a été développée par le géographe critique Oren Yiftachel dans les années 1990 et développée plus tard par une série de chercheurs internationaux.

## Caractéristiques, structure et dynamique
Au XXe siècle, quelques États ont adopté (ou tenté d'adopter) des lois sur la nationalité grâce à des efforts qui partagent certaines similitudes. Toutes se sont déroulées dans des pays comptant au moins une minorité nationale qui recherchait la pleine égalité dans l'État ou dans un territoire devenu partie de l'État et dans lequel elle vivait depuis des générations. Des lois sur la nationalité ont été adoptées dans des sociétés qui se sentaient menacées par les aspirations d'intégration et les revendications d'égalité de ces minorités, aboutissant à des régimes qui ont transformé la xénophobie en tropes majeurs. Ces lois étaient fondées sur une identité ethnique, définie par opposition à l'identité de l'autre, conduisant à la persécution et à la discrimination codifiée à l'encontre des minorités. 
Les recherches montrent que plusieurs sphères de contrôle sont vitales pour les régimes ethnocratiques, notamment les forces armées, la police, l'administration foncière, l'immigration et le développement économique. Ces puissants instruments gouvernementaux peuvent assurer la domination des principaux groupes ethniques et la stratification de la société en «ethnoclasses». Les ethnocraties parviennent souvent à contenir les conflits ethniques à court terme en contrôlant efficacement les minorités et en utilisant efficacement la « mince » façade démocratique procédurale. Cependant, ils ont tendance à devenir instables à plus long terme, souffrant de conflits et de crises répétés, qui sont résolus soit par une démocratisation substantielle, soit par une partition, soit par une dévolution du régime en arrangements consociatifs. Alternativement, les ethnocraties qui ne résolvent pas leur conflit interne peuvent se détériorer en périodes de conflits internes à long terme et l'institutionnalisation de la discrimination structurelle (telle que l'apartheid).
Dans les États ethnocratiques, le gouvernement est généralement représentatif d'un groupe ethnique particulier, qui détient un nombre disproportionné de postes. Le ou les groupes ethniques dominants les utilisent pour faire avancer la position de leur(s) groupe(s) ethnique(s) particulier(s) au détriment des autres,,,,. D'autres groupes ethniques sont systématiquement victimes de discrimination et peuvent être confrontés à la répression ou à des violations de leurs droits humains de la part des organes de l'État. L'ethnocratie peut aussi être un régime politique institué sur la base de droits qualifiés à la citoyenneté, avec l'appartenance ethnique (définie en termes de race, d'ascendance, de religion ou de langue) comme principe distinctif. Généralement, la raison d'êtred'un gouvernement ethnocratique consiste à garantir les instruments les plus importants du pouvoir étatique entre les mains d'une collectivité ethnique spécifique. Toutes les autres considérations concernant la répartition du pouvoir sont finalement subordonnées à cette intention de base.
Les ethnocraties se caractérisent par leur système de contrôle - les instruments juridiques, institutionnels et physiques du pouvoir jugés nécessaires pour assurer la domination ethnique. Le degré de discrimination du système aura tendance à varier considérablement d'un cas à l'autre et d'une situation à l'autre. Si le groupe dominant (dont les intérêts que le système est censé servir et dont il est censé représenter l'identité) constitue une petite minorité (généralement 20 % ou moins) de la population sur le territoire de l'État, une suppression institutionnalisée substantielle sera probablement nécessaire pour maintenir son contrôle.

## Moyens d'éviter l'ethnocratie
Selon certains, les moyens les plus efficaces d'éliminer la discrimination ethnique varient en fonction de la situation spécifique. Dans les Caraïbes, un type de « nationalisme arc-en-ciel » de nationalisme civique non ethnique et inclusif a été développé comme un moyen d'éliminer les hiérarchies de pouvoir ethniques au fil du temps. Bien que les peuples créoles soient au centre des Caraïbes, Eric Kauffman met en garde contre la confusion de la présence d'une ethnie dominante dans ces pays avec le nationalisme ethnique.
Andreas Wimmler note qu'un système fédéral non ethnique sans droits des minorités a aidé la Suisse à éviter l'ethnocratie, mais que cela n'a pas aidé à surmonter la discrimination ethnique lorsqu'il a été introduit en Bolivie. De même, le fédéralisme ethnique « a produit des résultats bénins en Inde et au Canada», mais n'a pas fonctionné au Nigéria et en Éthiopie. Edward E. Telles note que la législation anti-discrimination peut ne pas fonctionner aussi bien au Brésil comme aux États-Unis pour lutter contre les inégalités ethnoraciales, car une grande partie de la discrimination qui se produit au Brésil est basée sur la classe, et les juges et la police brésiliens ignorent souvent les lois qui visent à bénéficier aux non-élites.

## Mono-ethnocratie et poly-ethnocratie
En octobre 2012, Lise Morjé Howarda introduit les termes mono-ethnocratie et poly-ethnocratie. La mono-ethnocratie est un type de régime où un groupe ethnique domine, ce qui est conforme à la conception traditionnelle de l'ethnocratie. La poly-ethnocratie est un type de régime où plus d'un groupe ethnique gouverne l'État. La mono- et la poly-ethnocratie sont des types d'ethnocratie. L'ethnocratie est fondée sur l'hypothèse que les groupes ethniques sont primordiaux, que l'ethnicité est la base de l'identité politique et que les citoyens entretiennent rarement des identités ethniques multiples. 